# Omte
En omte är en fiktiv varelse skapad av Terry Pratchett.

## Fakta om omtarna

### Omtarnas historia
Omtarna förekommer i serien Resan hem som innefattar de tre böckerna Vi far, Vi flyr och Vi flyger. Vissa av omtarna trodde först att det enda som fanns i världen var ett varuhus, Arnold & co (grundat 1905). Sedan kommer ett antal andra omtar som lever utomhus och visar dem världen. De flyr till ett stenbrott, som sedan öppnas upp igen och flyr därefter på en enorm gul grävmaskin. Omtarna tar sig senare ut i rymden med hjälp av en sak de kallar Datorn.

### Egenskaper, storlek och antal
Det finns ett ganska lågt antal omtar på Jorden i böckerna. Omtarna är också mycket små och har en förmåga att röra sig ytterst snabbt. Detta kombinerat med människors förmåga att inte se vad de inte väntar sig att se, gör omtarna i princip osynliga för människor om de anstränger sig lite. 